# Динара Алимбекова
Динара Алимбекова (блр. Дзінара Алімбекава; Абај 5. јануар 1996) белоруска је биатлонка.
Родила се у казахстанском граду Абај од оца Казахстанца и мајке Белорускиње, а са три године преселила се у Белорусију. Спортом је почела да се бави у граду Чавуси.
На Светским првенствима за јуниоре учествује 2015, 2016. и 2017. Злато у штафети и четврто место у спринту освојила је 2015.
У Светском купу дебитовала је 2016.
На Олимпијским играма у Пјонгчангу 2018. са женском штафетом освојила је златну медаљу. У спринту је заузела педесето место, а у појединачној трци на 15 km седамдесет треће.